# Cantó d'Heuchin
El cantó d'Heuchin és un cantó francès del departament del Pas de Calais, situat al districte d'Arràs. Té 32 municipis i el cap és Heuchin.

## Municipis
- Anvin
- Aumerval
- Bailleul-lès-Pernes
- Bergueneuse
- Bours
- Boyaval
- Conteville-en-Ternois
- Eps
- Équirre
- Érin
- Fiefs
- Fleury
- Floringhem
- Fontaine-lès-Boulans
- Fontaine-lès-Hermans
- Hestrus
- Heuchin
- Huclier
- Lisbourg
- Marest
- Monchy-Cayeux
- Nédon
- Nédonchel
- Pernes
- Prédefin
- Pressy
- Sachin
- Sains-lès-Pernes
- Tangry
- Teneur
- Tilly-Capelle
- Valhuon

## Història
| Data d'elecció                           | Identitat          | Partit           | Qualitat |
| ---------------------------------------- | ------------------ | ---------------- | -------- |
| 1945-1955                                | Marcel Dollet      | SFIO             |          |
| 1955-1970                                | René Delepouve     | RI               |          |
| 1970-1988                                | Edouard Malle      | SFIO, després PS |          |
| 1988-2006                                | Charles Delaire    | RPR, després UMP |          |
| 2006-                                    | Jean-Marie Olivier | PS               |          |
| les dades anteriors no són pas conegudes |                    |                  |          |
|                                          |                    |                  |          |

## Demografia
| A partir de 1990: Població sense dobles comptes |